# Klein Förste
Klein Förste ist eine Ortschaft der Gemeinde Harsum im niedersächsischen Landkreis Hildesheim.

## Geografie
Die Ortschaft liegt im Westen des Gemeindegebiets an der Straße (Landesstraße 416) nach Groß Förste.

## Geschichte

### Ersterwähnung, Eingemeindungen
Klein Förste wurde 1270 erstmals urkundlich erwähnt.
Zur Gebietsreform in Niedersachsen wurde Klein Förste am 1. März 1974 in die Gemeinde Harsum eingegliedert.

### Einwohnerentwicklung
| Jahr | Einwohner | Quelle |
| ---- | --------- | ------ |
| 1910 | 328       | [ 5 ]  |
| 1925 | 473       | [ 6 ]  |
| 1933 | 400       | [ 6 ]  |
| 1939 | 397       | [ 6 ]  |
| 1950 | 644       | [ 7 ]  |
| 1956 | 535       | [ 7 ]  |
| 1973 | 578       | [ 8 ]  |

| Jahr | Einwohner | Quelle |
| ---- | --------- | ------ |
| 1980 | 711       | [ 1 ]  |
| 1990 | 708       | [ 1 ]  |
| 2000 | 839       | [ 1 ]  |
| 2010 | 849       | [ 1 ]  |
| 2015 | 791       | [ 1 ]  |
| 2019 | 804       | [ 1 ]  |
| 0    | 0         | 0      |

|  |

## Religion
Die katholische Kapelle St. Johannes Baptist ist nach Johannes dem Täufer benannt und befindet sich an der Johannesstraße.
Vom Mittelalter an gehörte Klein Förste zum Archidiakonat Vorsethe mit der Archidiakonatskirche St. Pankratius in Groß Förste. Um 1555 wurde in Klein Förste die Reformation eingeführt. Ab 1570 gab es Versuche zur Rekatholisierung von Klein Förste, 1586 fand die erste Fronleichnamsprozession nach der Reformation statt. Erst im Mai 1610 jedoch war die Rekatholisierung abgeschlossen. Von 1746 an gehörte Klein Förste zum Dekanat Förste, das 1978 im neu gegründeten Dekanat Förste-Sarstedt aufging, welches am 1. Dezember 2002 durch das heutige Dekanat Borsum-Sarstedt ersetzt wurde. Nachdem die Kapelle einige Jahre zur Seelsorgeeinheit Hasede-Giesen gehörte ist sie seit dem 1. November 2014 der Pfarrei St. Vitus mit Sitz in Groß Giesen angeschlossen.
Die heutige, im 16. Jahrhundert erbaute Kapelle entstand nach dem Abriss eines Vorgängerbaus, dessen Entstehungszeit nicht mehr bekannt ist, der jedoch auch bereits das Patrozinium des hl. Johannes des Täufers trug und vermutlich während der Hildesheimer Stiftsfehde zerstört wurde. Die heutige geostete Kapelle steht etwas erhöht auf einem ehemaligen Friedhofsgelände. 1908 wurde die Apsis angebaut, heute stellt dort ein Mosaik das Lamm Gottes mit der Siegesfahne dar. Auch der Turmhelm bekam damals seine heutige Form. 1962 vergrößerte der südliche Anbau das Kirchenschiff, auch die heutige Sakristei wurde in diesem Zusammenhang errichtet sowie in der Apsis ein neuer Altar aufgestellt. Das ehemalige Altarbild zeigt die Taufe Jesu, es wurde 1685 von Catarina und Margareta Drosen aus Klein Förste gestiftet und hängt heute im Seitenschiff. Zur Ausstattung der Kapelle gehört auch ein auf Holzplatten gemalter Kreuzweg. Das Mariendenkmal an der Südseite der Kapelle wurde gestiftet.

## Politik

### Ortsrat
Der Ortsrat, der den Ortsteil Klein Förste vertritt, setzt sich aus fünf Mitgliedern zusammen. Die Ratsmitglieder werden durch eine Kommunalwahl für jeweils fünf Jahre gewählt.
Bei der Kommunalwahl 2021 ergab sich folgende Sitzverteilung:
- Wählergruppe „Gemeinsam für Klein Förste“: 5 Sitze

### Ortsbürgermeister
Der Ortsbürgermeister ist Friedrich Steinmann (CDU). Sein Stellvertreter ist Andreas Ernst (SPD).

### Wappen
Das Ortswappen bezieht sich auf Ritter Dietrich von Tossum, einen Kämmerer des Stiftes Hildesheim. Man entnahm seinem Wappen zwei Querbalken, die sich im Ortswappen in der rechten Hälfte wiederfinden. Zu Ehren des alten Stiftes legte man goldene Balken auf roten Grund. In der linken Hälfte befindet sich die grüne Farbe der Wiesen und  Frühlingsfluren. Ein Silberband, das den grünen Plan durchzieht, symbolisiert den Stichkanal.

## Sport
Die SSV Förste entstand 1947 aus einer Fusion des Sportvereins Klein Förste mit dem Sportverein Groß Förste.

## Wirtschaft und Infrastruktur

### Öffentliche Einrichtungen
In Klein Förste befindet sich eine katholische Kapelle, ein Dorfgemeinschaftshaus, ein Feuerwehrhaus, ein Sportplatz mit Sportheim, ein Friedhof mit Kapelle, Kleingärten und Spielplätze.

### Verkehr
Klein Förste ist über eine Landstraße von Harsum im Osten und Groß Förste im Westen erreichbar. Östlich der Ortschaft führt in knapp 1 km Entfernung die Bundesautobahn 7 vorbei, die nächste Anschlussstelle ist jedoch Hildesheim-Drispenstedt in mehreren Kilometern Entfernung.
Im öffentlichen Personennahverkehr wird Klein Förste von zwei Buslinien des Regionalverkehr Hildesheim erschlossen.